# Johan Bonny
Johann Jozef Bonny (ur. 10 lipca 1955 w Ostendzie) – belgijski duchowny katolicki, biskup diecezjalny antwerpski od 2009.

## Życiorys
Urodził się w 1955 w Ostendzie, gdzie spędził dzieciństwo i wczesną młodość. Studiował teologię w Brugii, Leuven i Rzymie. 20 lipca 1980 otrzymał w Brugii święcenia kapłańskie, po czym kontynuował studia na Papieskim Uniwersytecie Gregoriańskim, gdzie uzyskał stopień doktora. Od 1982 wykładał jako docent w Wyższym Seminarium Duchownym Diecezji Brugijskiej. W 1997 został rektorem Kolegium Belgijskiego w Rzymie oraz członkiem Papieskiej Rady do spraw Popierania Jedności Chrześcijan.
28 października 2008 został mianowany przez papieża Benedykta XVI biskupem diecezjalnym Antwerpii. Jego konsekracja biskupia miała miejsce 4 stycznia 2009.